# Débuts de la mécanisation automobile des armées françaises

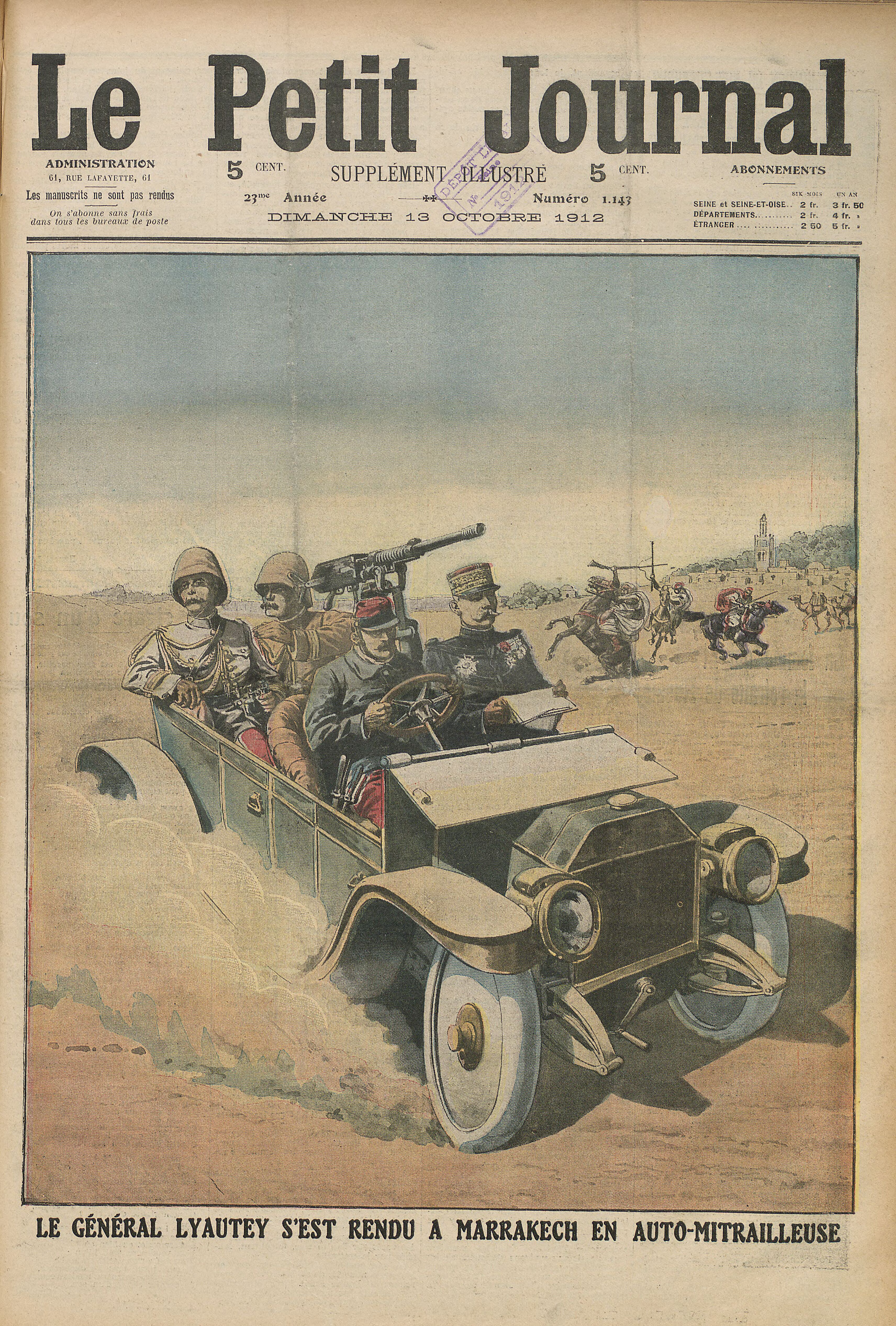
Le général Lyautey s'est rendu à Marrakech en auto-mittrailleuse - Le Petit Journal, no 1147 du 13 octobre 1912.

Les débuts de la mécanisation automobile des armées françaises voient les premières expériences de mise en service à des fins militaires de véhicules motorisés automobiles (motocyclettes, voitures et camions, automitrailleuses, engins chenillés et semi-chenillés) par l'armée française au tournant des XIXe et XXe siècles, pendant la Première Guerre mondiale et la décennie qui suivit celle-ci.
Les tout premiers essais d'utilisation d'un véhicule automobile par les armées françaises remontent au XVIIIe siècle avec le fardier de Cugnot, mis au point pour servir de tracteur de pièces d'artillerie mais ces essais restèrent sans suite. L'armée française reprit de nouveaux essais de « locomotive routière » utilisant la locomotion à vapeur au cours des années 1860, avec quelques succès qui n'eurent cependant pas plus de suite, et l'artillerie française était encore très largement hippomobile au début de la Première Guerre mondiale.
La création d'un premier organisme chargé d'évaluer les possibilités d'un usage militaire de l'automobile à moteur à combustion interne et de la constitution et de la gestion d'un premier parc automobile encore fort modeste remonte à 1896, année où une « Commission militaire des automobiles » fut ainsi chargée de ces tâches. Les premiers essais d'automitrailleuse et de camions eurent lieu dès les premières années du XXe siècle et un « Service automobile des Armées » fut créé au début de la « Grande Guerre » pour la gestion du parc automobile militaire.
L'année 1916 vit la mise à l'essai d'engins chenillés qui aboutira à la construction des premiers chars de combat de l'Armée française.

## Automobilisme militaire

### Le fardier de Cugnot et les tracteurs à vapeur

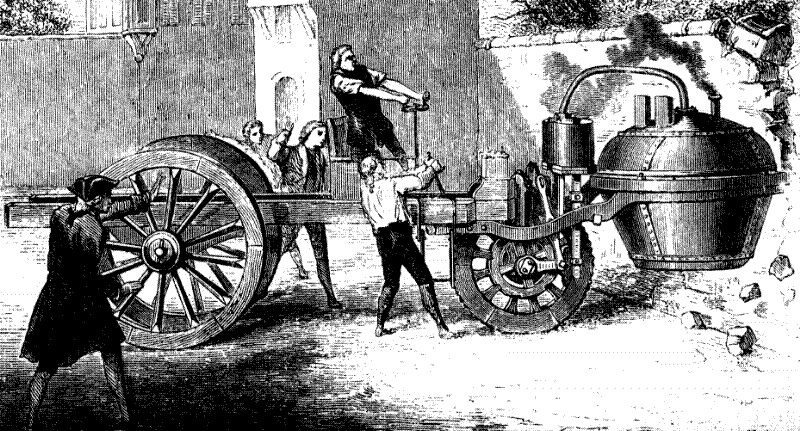
L'accident du fardier de Cugnot.

À la fin des années 1760, l'ingénieur militaire Joseph Cugnot élabore le concept du véhicule automobile à vapeur comme tracteur militaire. Lors de son service dans l'armée, qu'il quitte en 1763, Cugnot avait constaté les lourdeurs des services du train de l'intendance militaire et de l'artillerie de l'époque, ses observations lui inspirant l'idée de remplacer la traction hippomobile par une traction mécanique utilisant la vapeur. Le duc de Choiseul, alors  secrétaire d'État de la Guerre, tente au même moment de développer l'artillerie avec Jean-Baptiste Vaquette de Gribeauval, l'ingénieur militaire délégué à ces missions. Très intéressé, Choiseul soutient la construction d'un premier prototype, « aux frais du Roy », en 1769,. Les premiers essais du fardier de Cugnot sont menés en octobre et se montrent concluants, malgré quelques problèmes techniques. La construction d'un second prototype est alors ordonnée par Gribeauval. Ce second prototype est prêt en 1770 et les essais commencent en novembre à Vanves mais sont marqués par un accident. Malheureusement, après réparation de l'engin en juin 1771, Cugnot perd deux de ses précieux soutiens, Choiseul et Gribeauval et se voit ainsi privé de l'appui financier nécessaire. Les essais ne peuvent dès lors se poursuivre et le prototype est entreposé à l'Arsenal où il tombe dans l'oubli. Trente ans après la fin des essais de cette première « locomotive routière », un commissaire général de l'artillerie, nommé Roland, signale l'existence de l'engin, toujours entreposé à l'Arsenal, à Bonaparte et propose de nouveaux essais. Mais ce dernier, occupé à préparer la campagne d'Égypte, refuse et l'engin tombe définitivement dans les oubliettes.

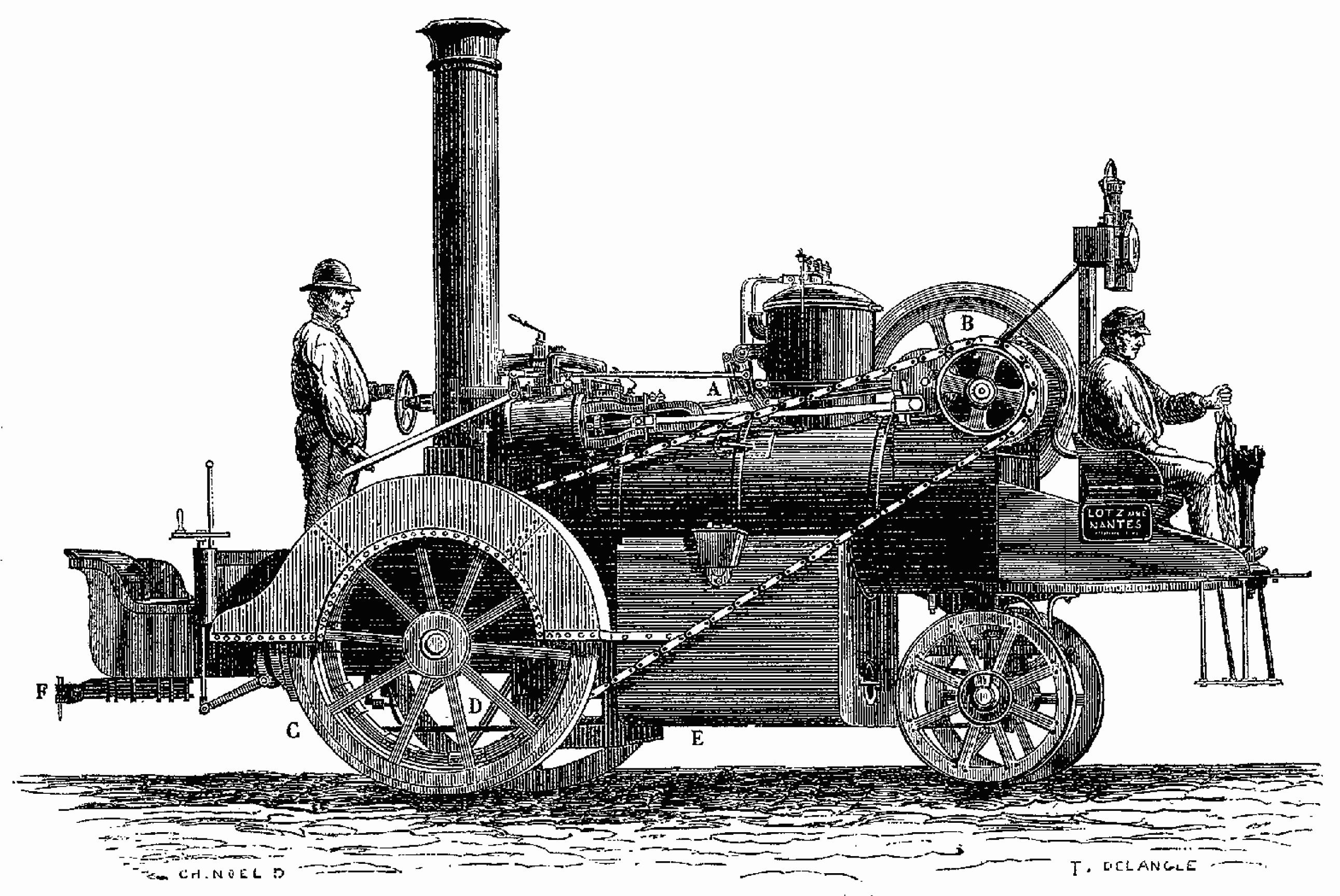
La voiture à vapeur des ateliers Lotz.

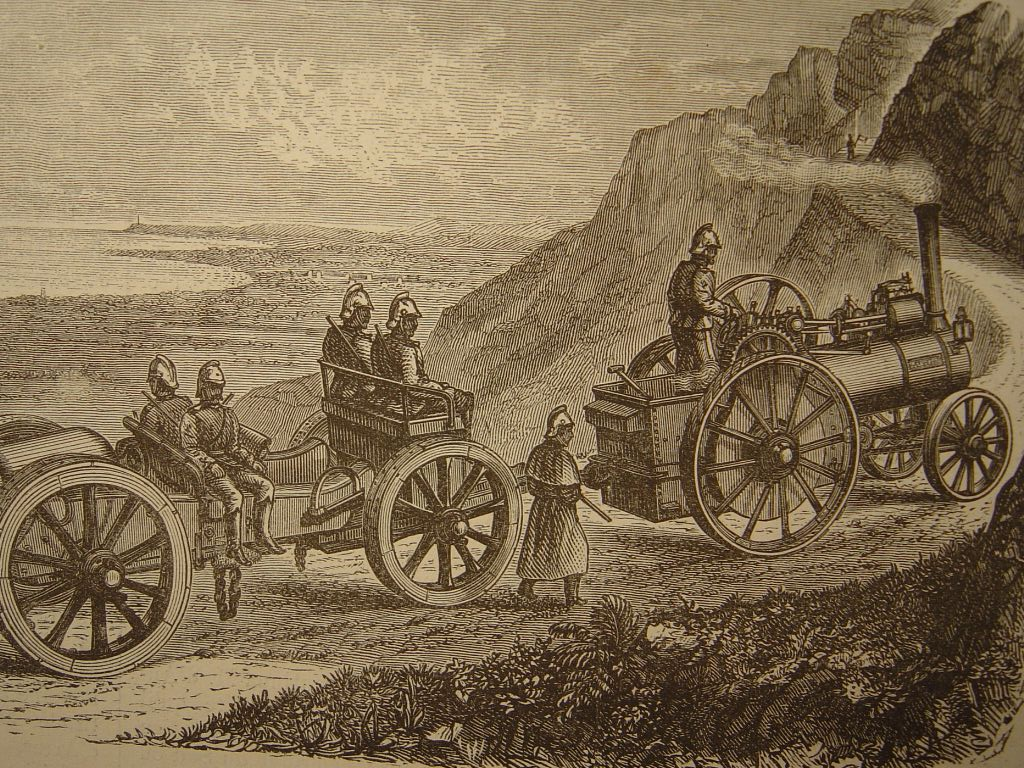
« Locomotive routière traînant un canon avec son affut », L'Illustration Européenne, no 30, 1872.

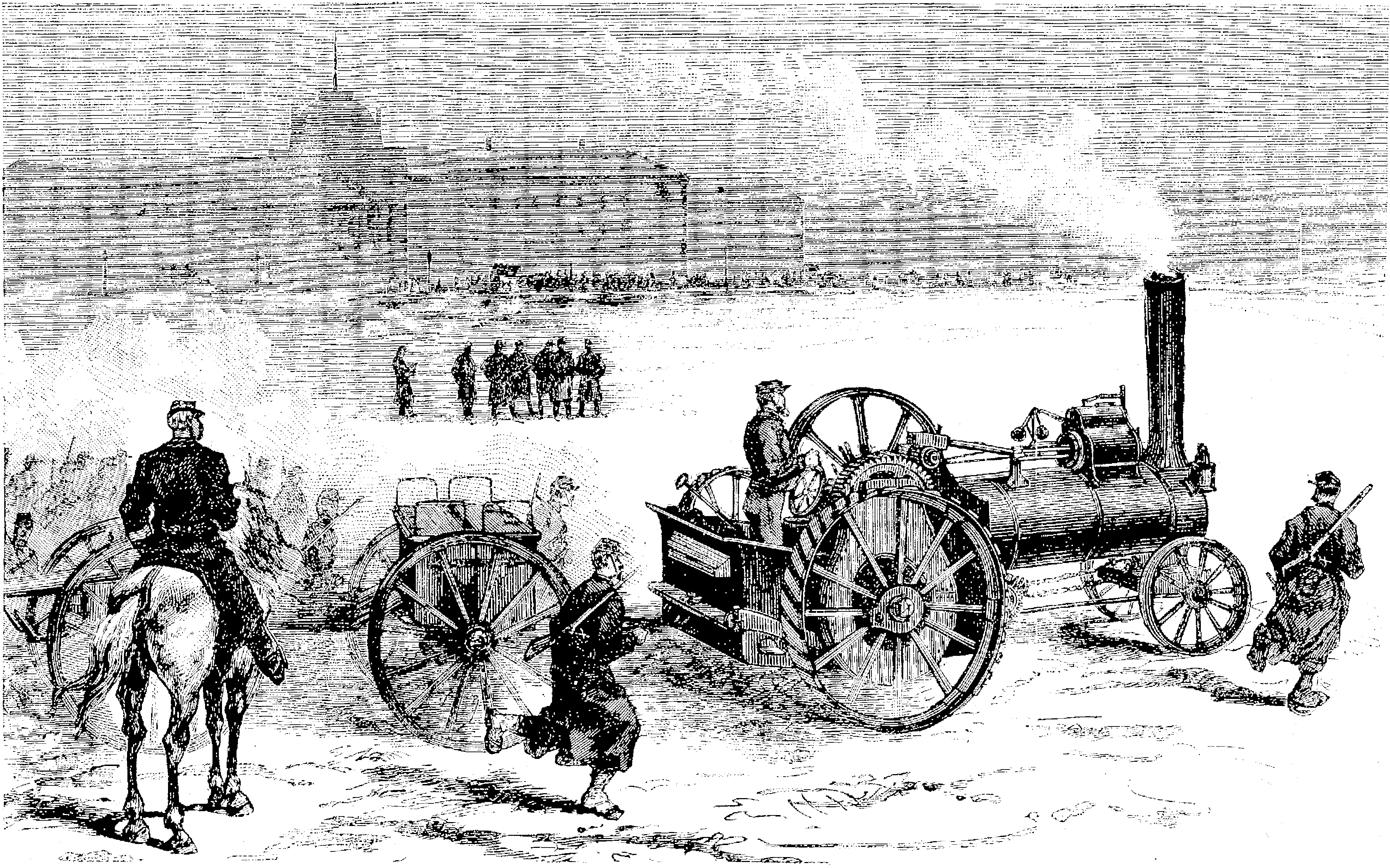
« Expérience faite, au Champ de Mars, d'une locomobile routière appliquée au transport de l’artillerie », Les Merveilles de la science ou description populaire des inventions modernes, 1891.

La « locomotive routière » refit son apparition en France en novembre 1865, avec la construction d'un nouvel engin par les ateliers Lotz, constructeur à Nantes, qui est présenté à Paris au Champ de Mars. Les perfectionnements rapides de ce nouvel engin popularisèrent la locomotion à vapeur, le gouvernement prenant dès le 20 avril 1866, un arrêté concernant la circulation des locomotives sur les routes ordinaires. L'usage de tracteurs à vapeur commença également à se généraliser dans l'agriculture et l'industrie pour le déplacement de charges lourdes notamment.« Fait assez singulier, c’est pour le service des transports militaires que les locomobiles routières sont entrées dans la pratique [...] Au moment d’une mobilisation générale, il peut se faire qu’on ne trouve pas assez de chevaux pour transporter tout le matériel de guerre sur le théâtre des opérations stratégiques. Les locomotives routières sont susceptibles, dans ce cas, de rendre de grands services, surtout dans les pays munis de bonnes routes [..] En France, des expériences furent faites, en avril 1876, sur une machine à vapeur construite par MM. Aveling et Porter, de la force de 8 chevaux-vapeur. Cette machine remorqua, du fort de Montrouge à celui de Châtillon, avec une vitesse de 6 à 8 kilomètres à l’heure, quatre pièces de canon de seize, de marine, représentant un poids total de 22 tonnes. À la suite de cette expérience favorable, on a mis en service, dans quelques établissements d’artillerie, un certain nombre de locomotives routières, dont quelques-unes ont été achetées aux maisons anglaises Aveling et Porter, mais dont le plus grand nombre a été construit à Paris, par l’usine Cail. En temps de paix, ces machines sont journellement utilisées dans nos places fortes, pour le transport des lourds fardeaux, et elles ont été d’un grand secours pour l’armement des forts de Paris. En temps de guerre, on les utiliserait, soit à la suite des armées, pour le transport des approvisionnements de deuxième ligne, soit dans les parcs de siège, ou dans les places fortifiées ». Évoquant l'expérience de trains routiers britanniques pendant la seconde guerre des Boers, Le Monde Moderne rapporte en 1902: « on n'a pas attendu [..] pour expérimenter, en France, des machines de ce genre. Depuis de longues années déjà le service de l'artillerie s'en est servi pour les mouvements de matériel dans les arsenaux, et, si la traction mécanique ne s'est pas développée davantage et plus rapidement, c'est peut être parce qu'on reconnaissait à ces machines certains défauts qui n'ont pas disparu entièrement des types anglais. Peu à peu, cependant, chez nous, on a transformé la locomotive routière, lourde, massive, peu maniable, pour adopter des types de tracteurs aussi souples qu'une automobile ordinaire, aussi faciles à manœuvrer. Depuis 1895, notamment, le service de l'artillerie poursuit avec le train Scotte des expériences sans doute concluantes, puisqu'un modèle a été arrêté, que l'on peut voir circuler régulièrement pour desservie l' arsenal de Vincennes [..] Quelle serait la conséquence de l'adoption de ce genre de traction pour les transports de l'armée ? Comparons. Un de nos habituels convois administratifs, transportant 4 jours de vivres, pour 164 voitures, exige 442 chevaux et 314 hommes de troupe, sans compter les 6 officiers nécessaires au  commandement d'un aussi gros détachement. Douze tracteurs feraient la même besogne et supprimeraient radicalement toute cette cavalerie. D'autre part, 50 hommes suffiraient à la conduite du convoi ».

### Les débuts de l'automobile militaire française (1896-1914)

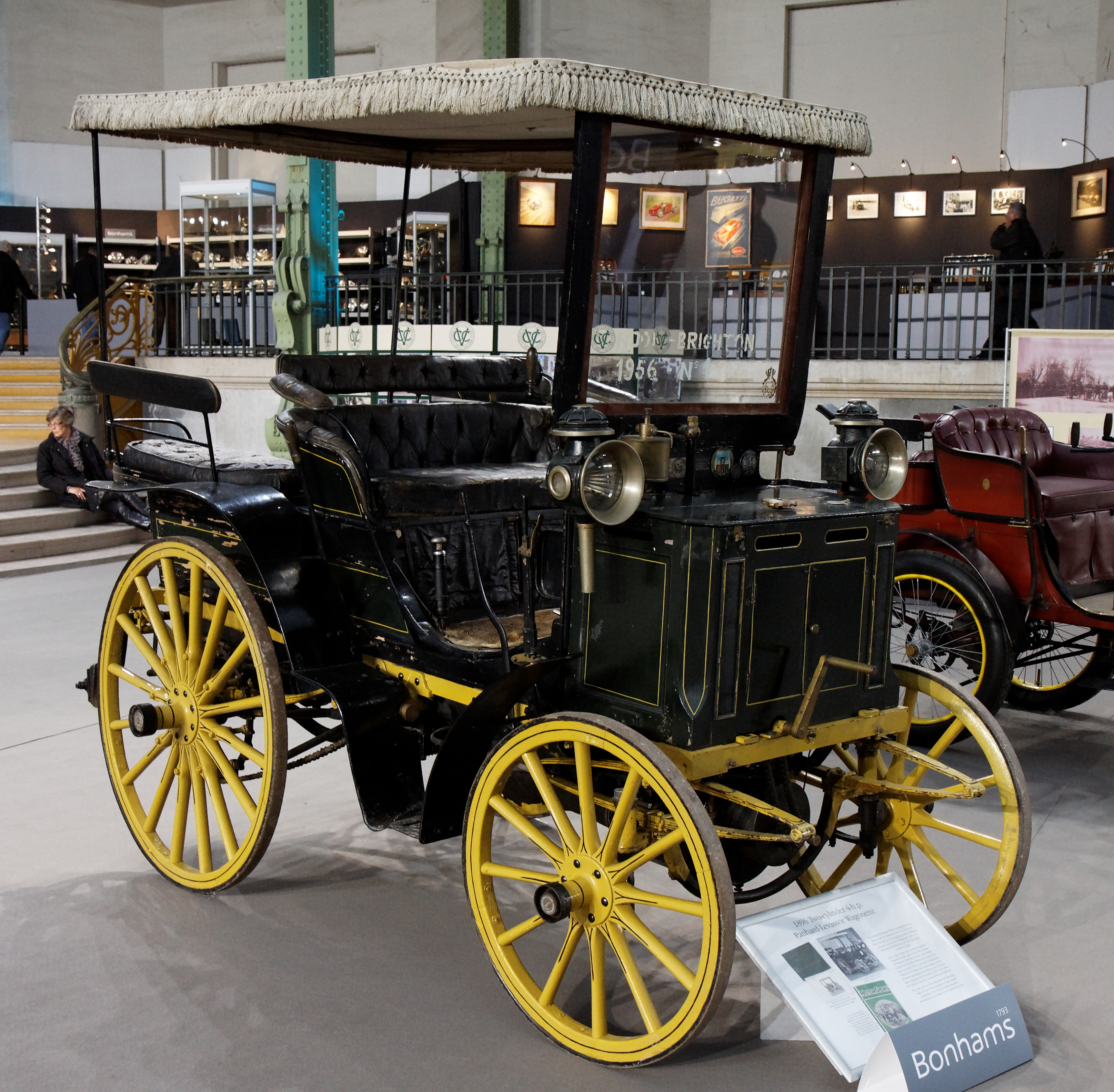
Wagonette Panhard et Levassor, 2 cylindres, 4 CV de 1896 : le premier véhicule automobile de l'armée française.

En 1896, une « commission militaire des automobiles » présidée par le général Lambert, directeur de la section technique de l’artillerie est mise en place mais ce furent les grandes manœuvres de 1897 qui virent véritablement le premier usage d'un véhicule automobile par l'armée française  : une « wagonette » Panhard et Levassor fut en effet utilisée comme voiture-estafette et pour le transport des officiers supérieurs. Trois automobiles Panhard sont achetées par le ministère de la Guerre en 1899.
Manquant de moyens financiers pour mener ses propres essais car dépourvue de budget, la commission s'associa dès ses débuts aux concours automobiles organisés par l'Automobile Club de France et envoya des délégations aux Salons de l’automobile de Paris, qui se tiennent à partir de 1898, aux fins de s'informer des progrès techniques de ce nouveau moyen de transport en plein essor . La vitesse est l'un des points qui attirent tout spécialement l'attention des militaires, la voiture dépassant largement dans ce domaine  le cheval qui reste le principal moyen de liaison et de déplacement. En 1902 est publiée une note portant « Instruction sur l’emploi des automobiles dans les quartiers généraux pour les manœuvres et voyages d’état-major ».

#### Les camions
Parmi les tâches techniques assignées à la commission figurait un « avant-projet des conditions d'établissement d'un camion poids lourd adapté aux usages militaires ».

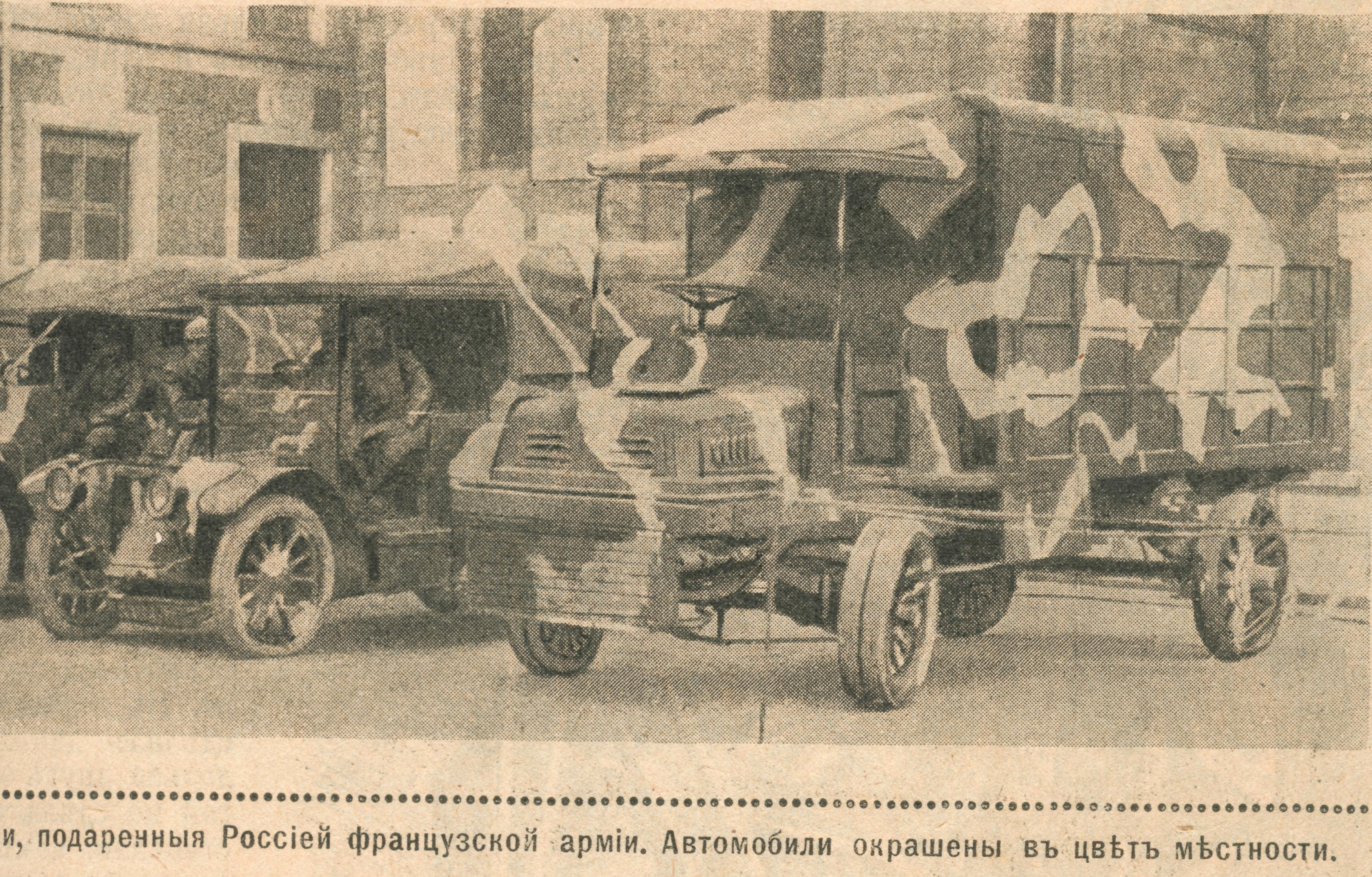
Camion Latil, ayant participé au concours de 1908, en service en 1916.

En 1905, l'Automobile Club de France organise une série de tests spécialement destinés aux expérimentations militaires pour la première fois. À l'issue de ces épreuves, l'armée fait l'acquisition de trois fourgons Delahaye, vainqueur du concours. Ces concours, dont les épreuves sont établies selon un cahier des charges fixé par les militaires (charge utile, poids, consommation, endurance, vitesse, etc), se poursuivront de manière régulière jusqu'en juillet 1914, ce dernier étant interrompu par décision ministérielle vu le contexte international. Les véhicules sont classés en catégories selon la charge utile et des officiers, jouant le rôle de « commissaires », étaient embarqués sur chacun d'eux, les conducteurs étant fournis par les constructeurs. À l'issue de chacun de ces concours, un petit nombre de véhicules primés est à chaque fois acquis par le Ministère de la Guerre.

### Automitrailleuses
La France procède à ses premiers essais d'engins de ce type dès les premières années du XXe siècle.

#### Les automitrailleuses Charron-Girardot & Voigt (1902, 1904, 1906)
Au Salon automobile de Paris de 1902, le constructeur Charron-Girardot & Voigt présenta une automitrailleuse partiellement blindée à l'arrière et armée d'une mitrailleuse Hotchkiss Mle 1900. L'engin fut testé par la cavalerie française qui demanda au constructeur d'améliorer la protection au niveau du moteur et du poste de conduite .

#### La Panhard-Genty 24 HP

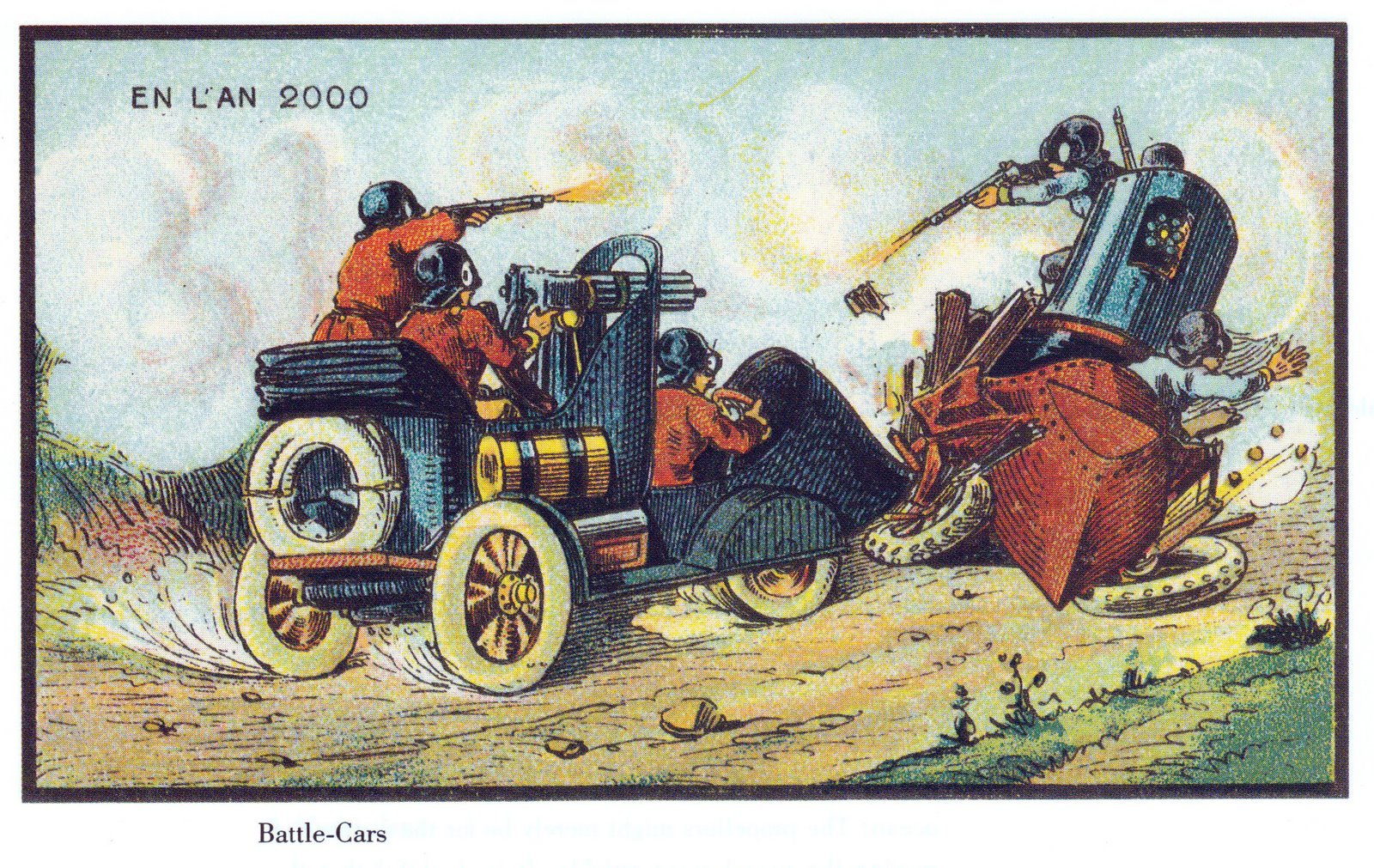
Carte postale de 1910 représentant une automitrailleuse en l'an 2000.
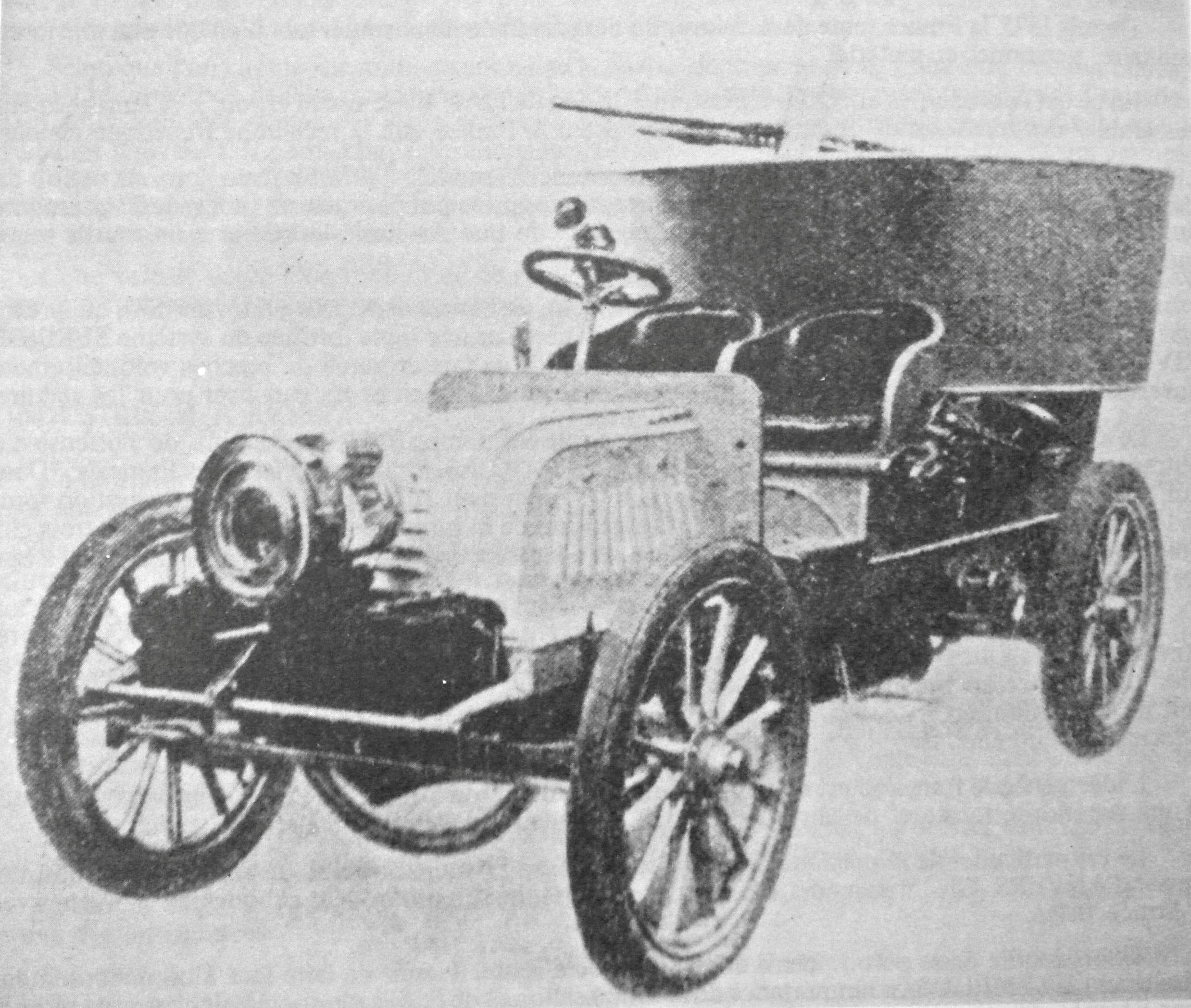
Automitrailleuse Charron modèle 1906
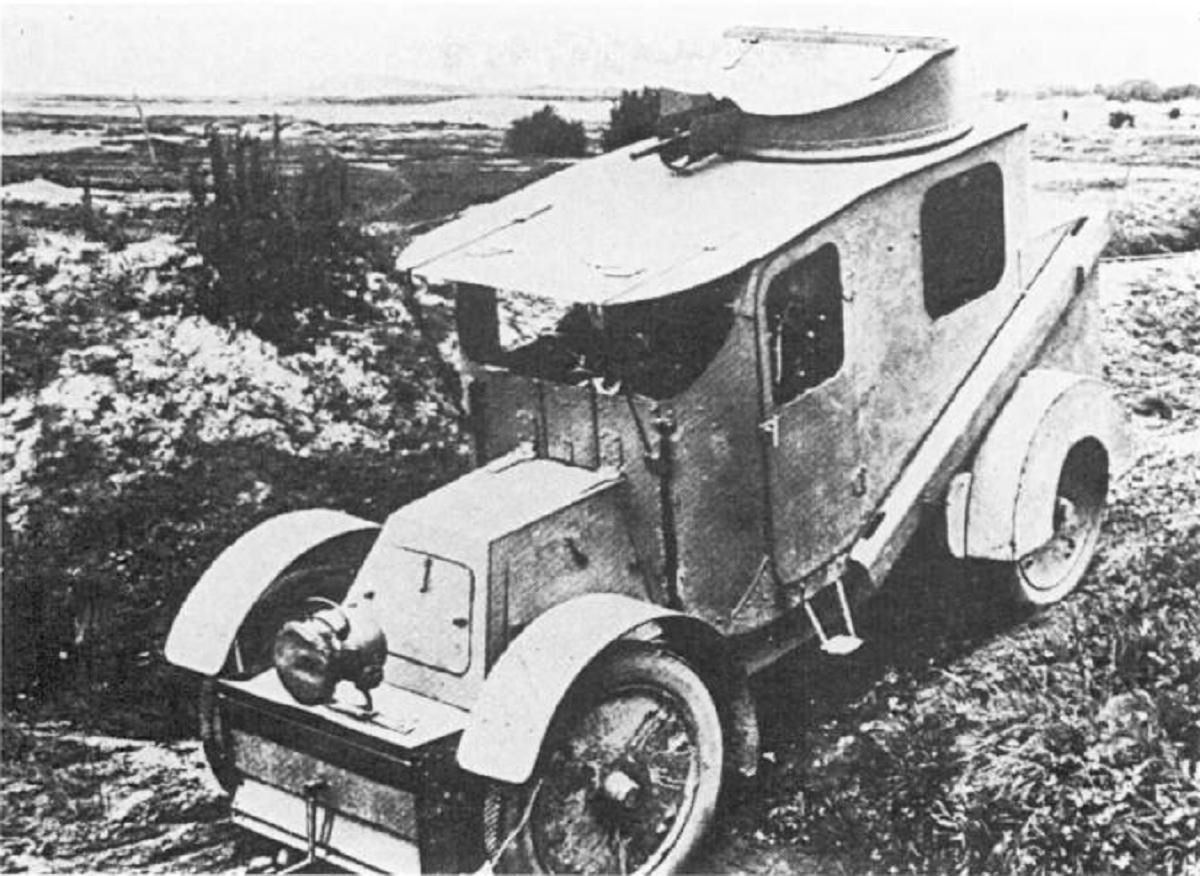
Automitrailleuse Charron modèle 1906
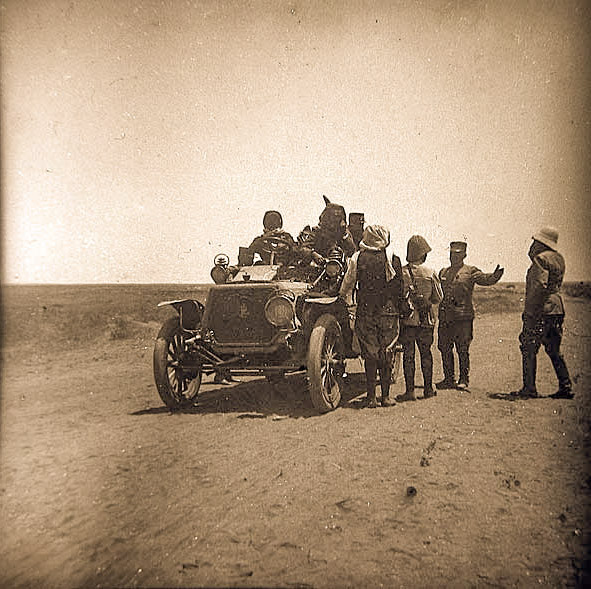
Visite du Général Lyautey en 1912. Automobile Panhard et Levassor.

### L'Autocanon De Dion-Bouton (1910)

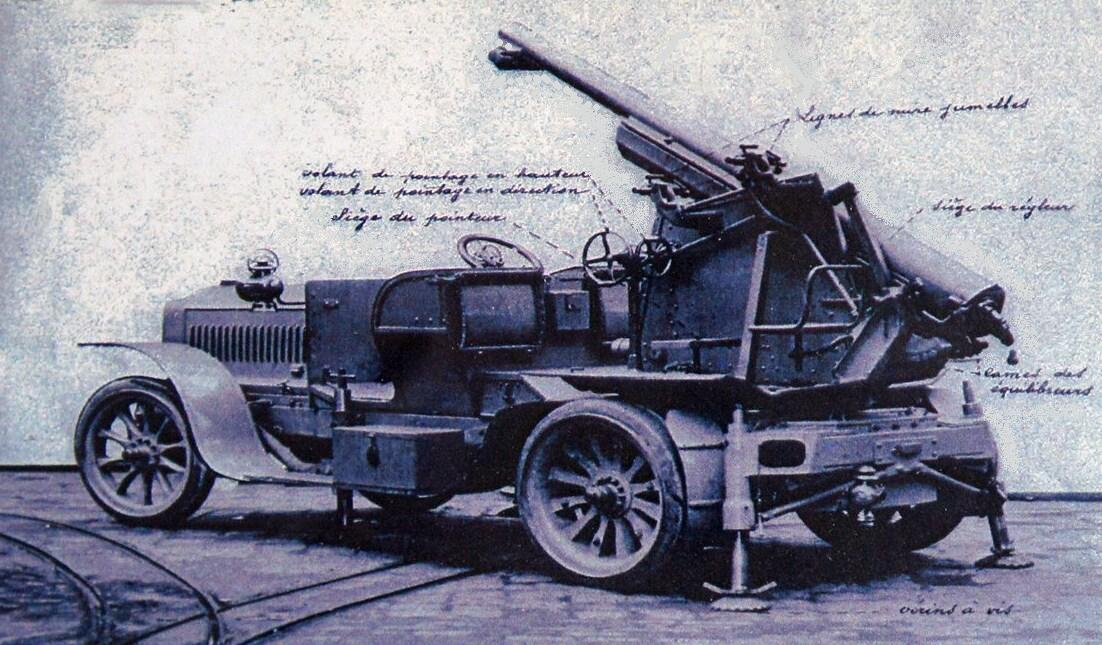
Autocanon de 75 modèle 1913.

Les autos-canons De Dion seront attribuées « en propre » à l'arme de l'Artillerie en tant qu' « artillerie automobile ».

## Motocyclisme militaire

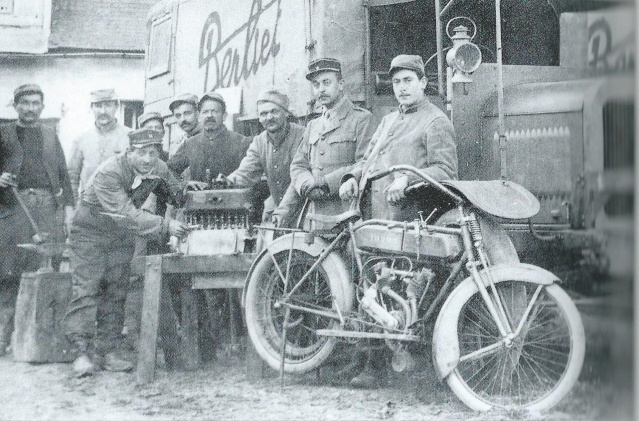
Motocyclette Terrot pendant la Première Guerre mondiale.

## Première Guerre mondiale

### Service automobile aux Armées
Le « Service automobile des Armées » est un service de Armée française qui fut chargé de la gestion de ses moyens automobiles tout au long de la Première Guerre mondiale. Il est ainsi véritablement à l'origine de la « motorisation » de l'armée française.
Le train des équipages comptait au déclenchement du conflit 50 000 voitures hippomobiles, 150 000 chevaux et plus de 10 000 hommes tandis que le service automobile alignait 170 véhicules à moteur. 6 000 camions, 1 045 autobus et 2 500 voitures particulières furent réquisitionnés avec 25 000 chauffeurs et mécaniciens. En novembre, 1918, il aligne 45 000 véhicules (non compris ceux de l’artillerie et de l’aviation soit 25 000 environ) et 110 000 hommes.
Fin 1915-début 1916, la direction du service automobile étudie la mise en place d'un service particulier chargé de prévenir et de régler tout accident ou incident survenant sur le trajet suivi par les convois, ceci afin d'en fluidifier la circulation.

#### La bataille de Verdun et la « Voie sacrée »

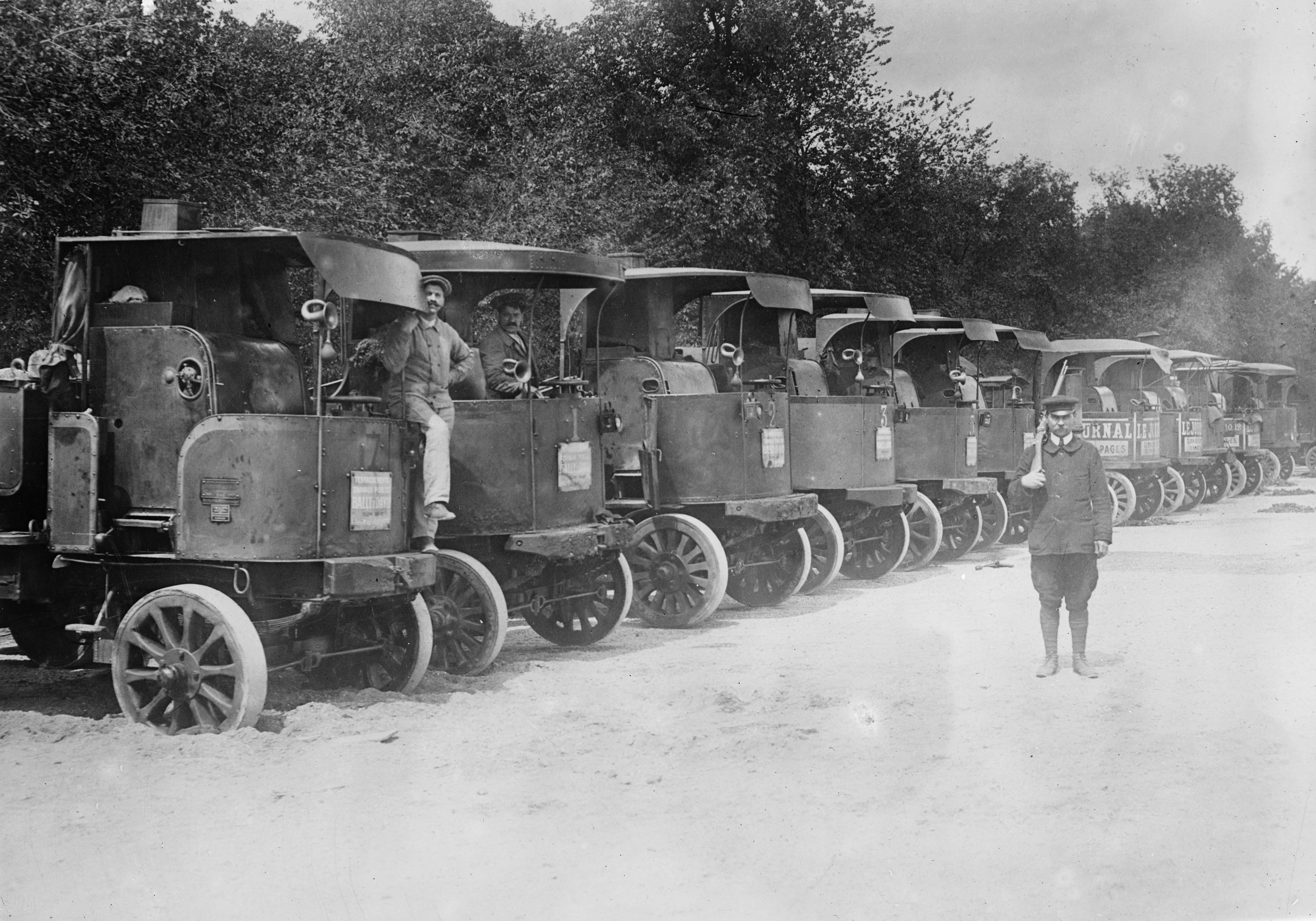
Parc de camions à vapeur réquisitionnés à Paris circa 1914-1915
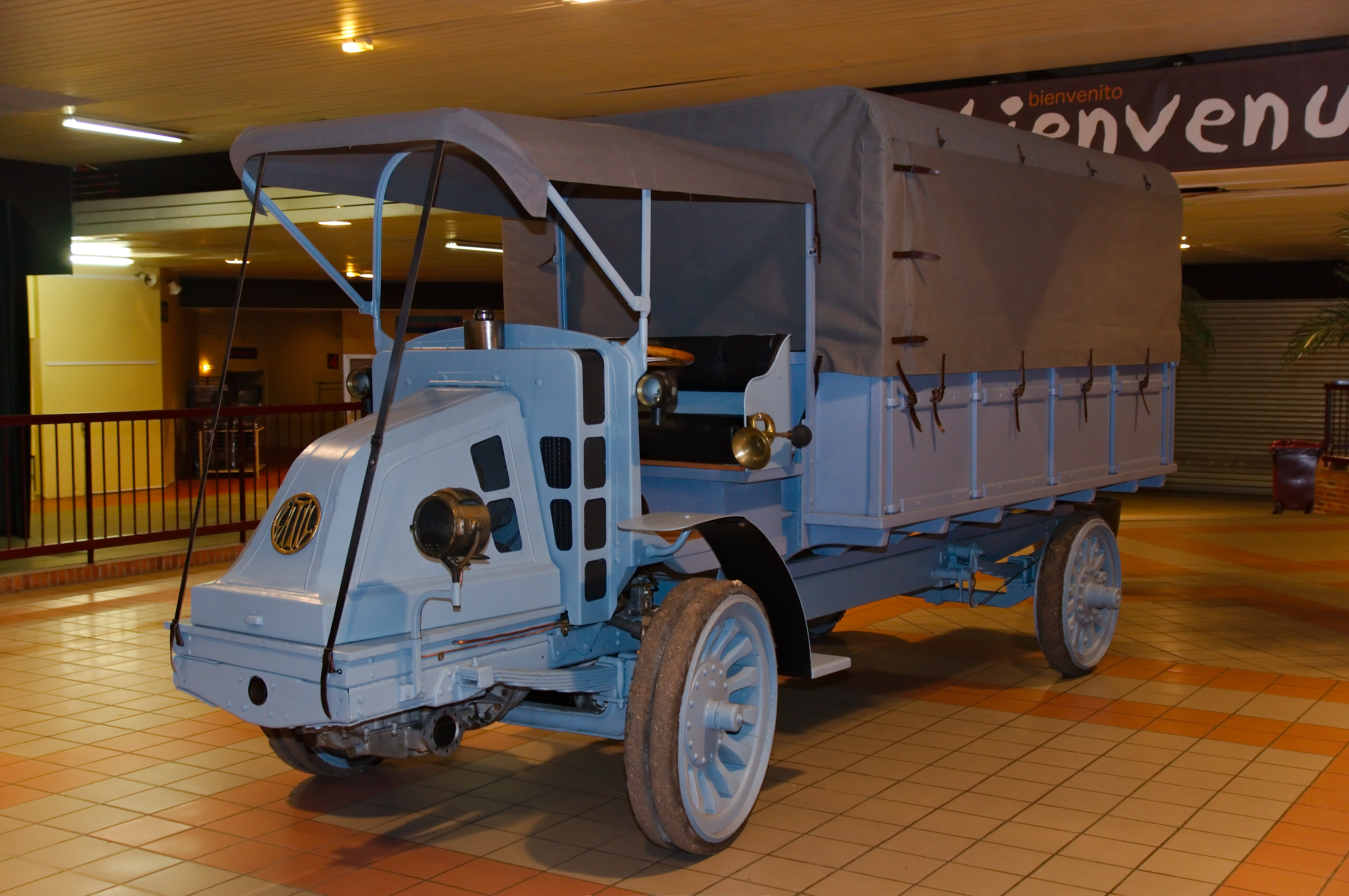
Camion lourd Latil.
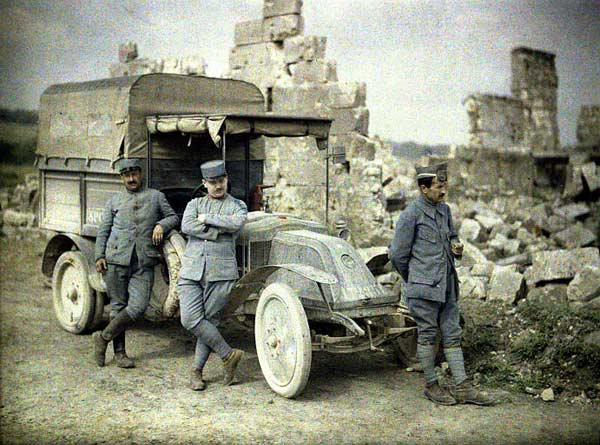
Camionnette de l'armée française en 1917.
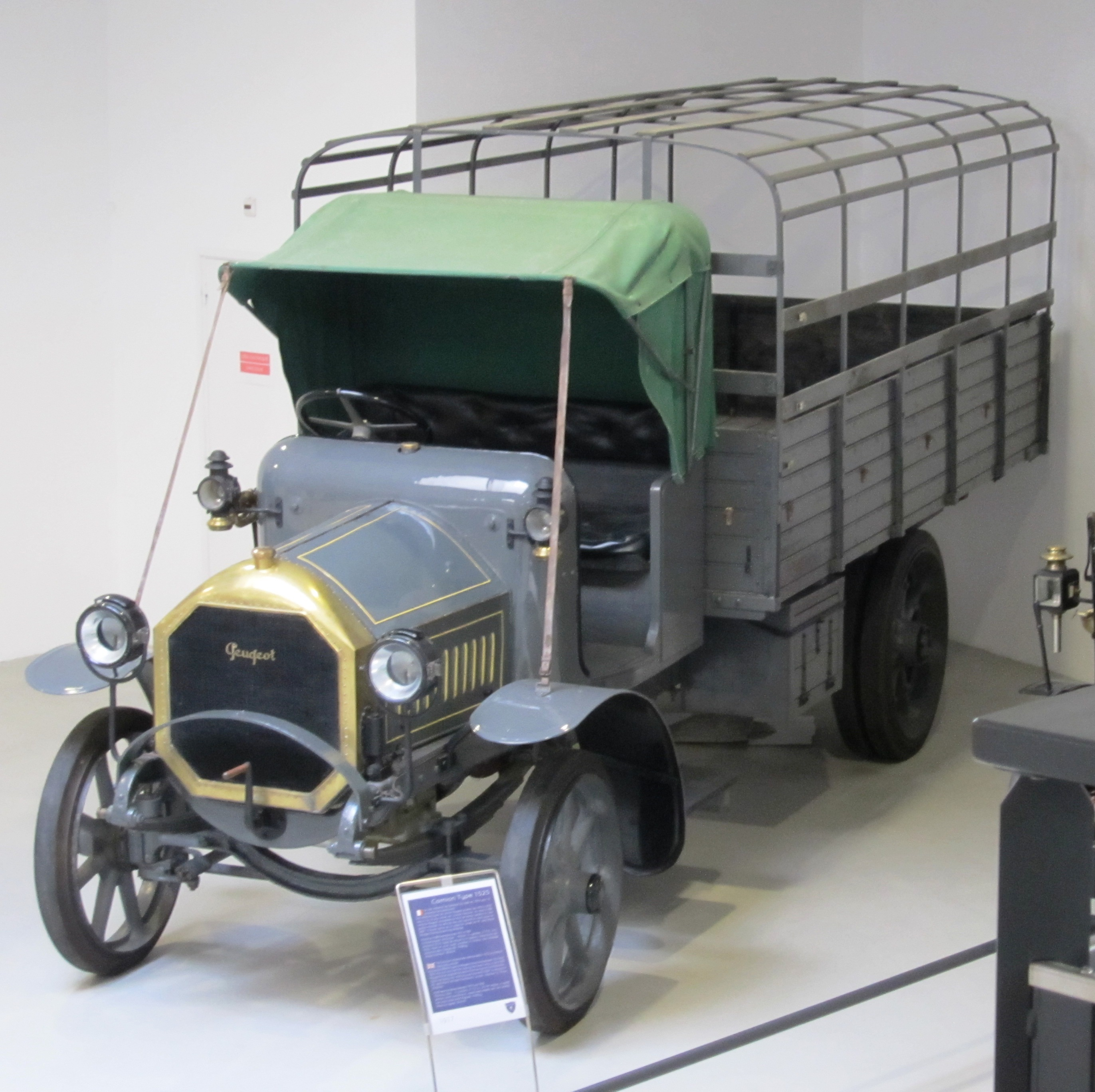
Camion Peugeot Type 1525.

#### Le tracteur « Breton-Pretot »

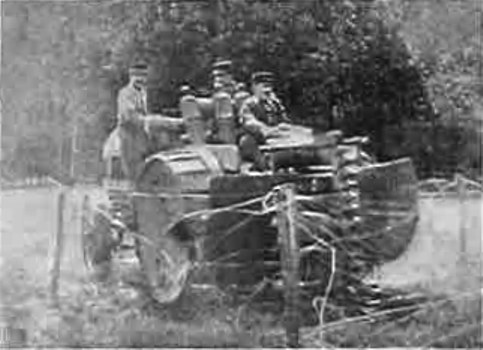
Le tracteur « Breton-Pretot ».

### Tracteurs et engins chenillés

#### Le char Renault, premier char de combat de l'armée française

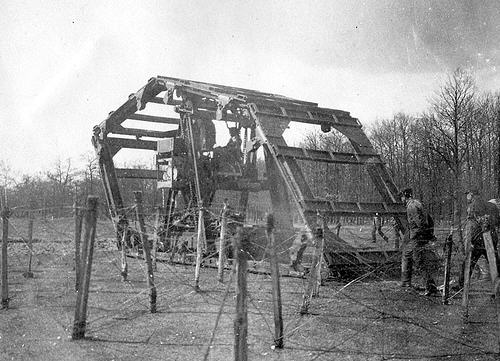
La « machine Boirault ».
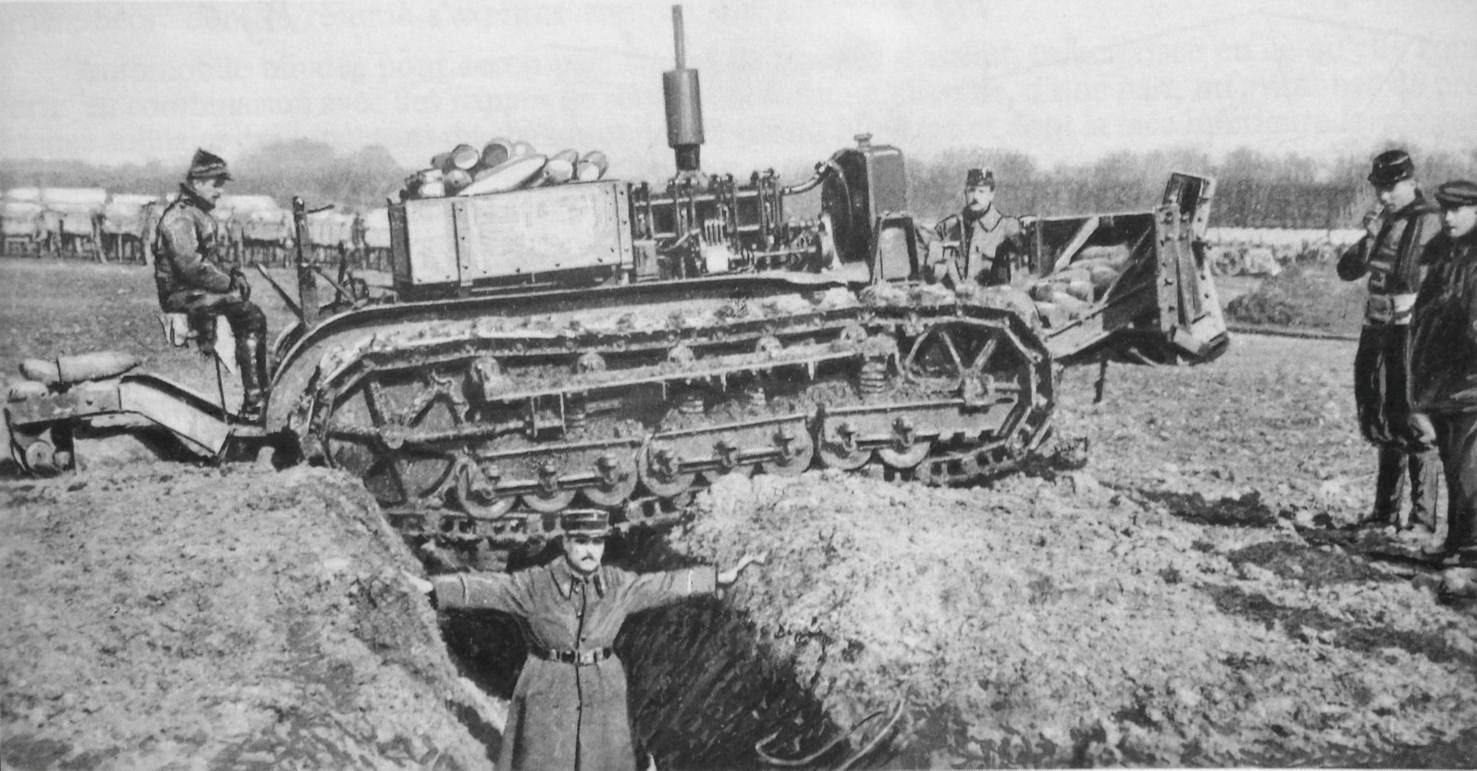
Essai d'un tracteur chenillé en février 1916. Ces engins avaient à l'origine été conçus pour servir de tracteurs agricoles.
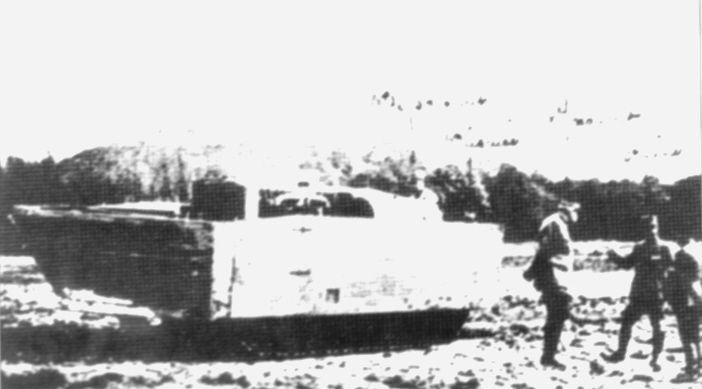
Le « Tracteur Brillié », prototype du char Schneider CA1.

## Les artisans de la mécanisation de l'armée française avant 1918

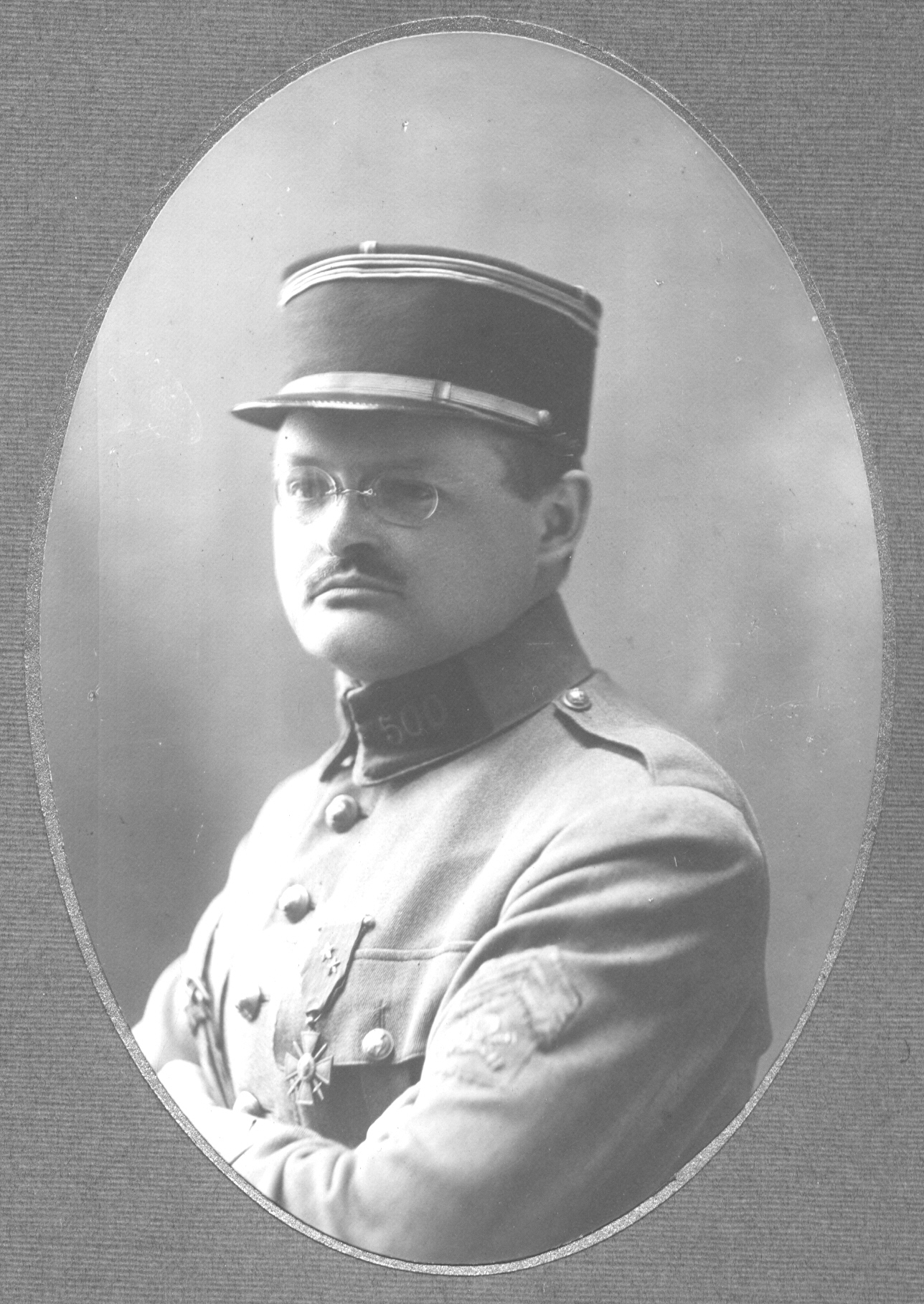
Maurice Lorfeuvre.
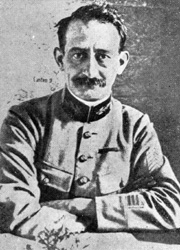
Aimé Doumenc, fondateur du Service Automobile des Armées.
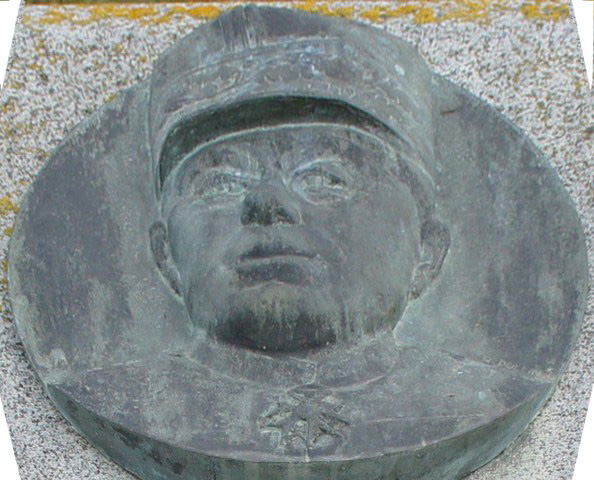
Jean-Baptiste Estienne, le « père des chars ».

### Les semi-chenillés

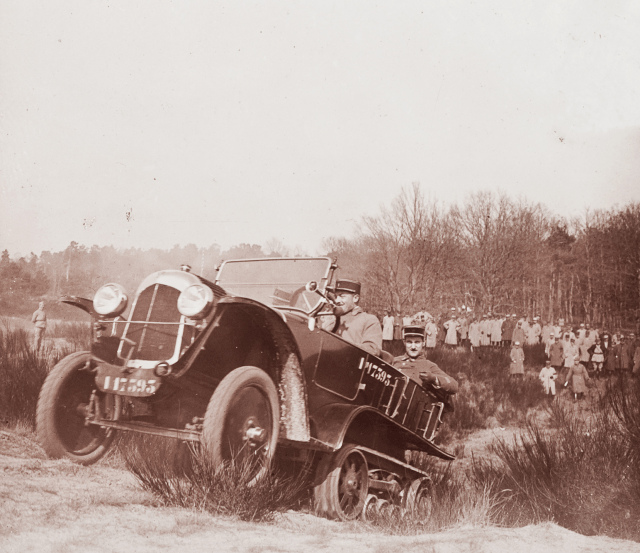
Semi-chenillé Citroën pendant des essais à Fontainebleau en 1924.